# Dirty Gertie from Harlem U.S.A.
Pour plus de détails, voir Fiche technique et Distribution.
Dirty Gertie from Harlem U.S.A. est un film américain du genre race film réalisé par Spencer Williams et sorti en 1946. Le film est produit et distribué par Sack Amusement Enterprises.

## Synopsis
Gertie LaRue est une animatrice de boîte de nuit du quartier de Harlem, à New York. Elle arrive sur l'île caribéenne de "Rinidad" pour jouer le rôle de tête d'affiche dans une revue au Paradise Hotel. Gertie a gagné le surnom de "Dirty Gertie" pour la nature désinvolte dans laquelle elle séduit puis humilie les hommes. Sur l'île, elle attire l'attention de deux jeunes Américains, un soldat et un marin, qu'elle surnomme respectivement "Tight Pants" et "High Pockets". Les hommes aiment partager les affections de Gertie. Cependant, Diamond Joe, le propriétaire de l'hôtel, tombe amoureux de Gertie et commence à la couvrir de cadeaux. Gertie attire également l'attention de deux missionnaires, M. Christian et Ezra Crumm, qui surveillent les activités de Gertie. Cependant, un ancien petit ami de Harlem suit Gertie sur l'île. Incapable de la posséder, l'ex-petit ami la tue en insistant sur le fait qu'il l'aime,,.

## Fiche technique
- Titre original : Dirty Gertie from Harlem U.S.A.
- Réalisation : Spencer Williams
- Scénario : True T. Thompson, d'après une histoire de W. Somerset Maugham
- Photographie : John L. Herman
- Direction artistique : Ted Soloman
- Pays de production : États-Unis
- Langue originale : anglais
- Format : noir et blanc
- Genre : race film
- Durée : 65 minutes
- Dates de sortie :
  - États-Unis : 1946

## Distribution
- Francine Everett : Gertie La Rue
- Don Wilson : Diamond Joe

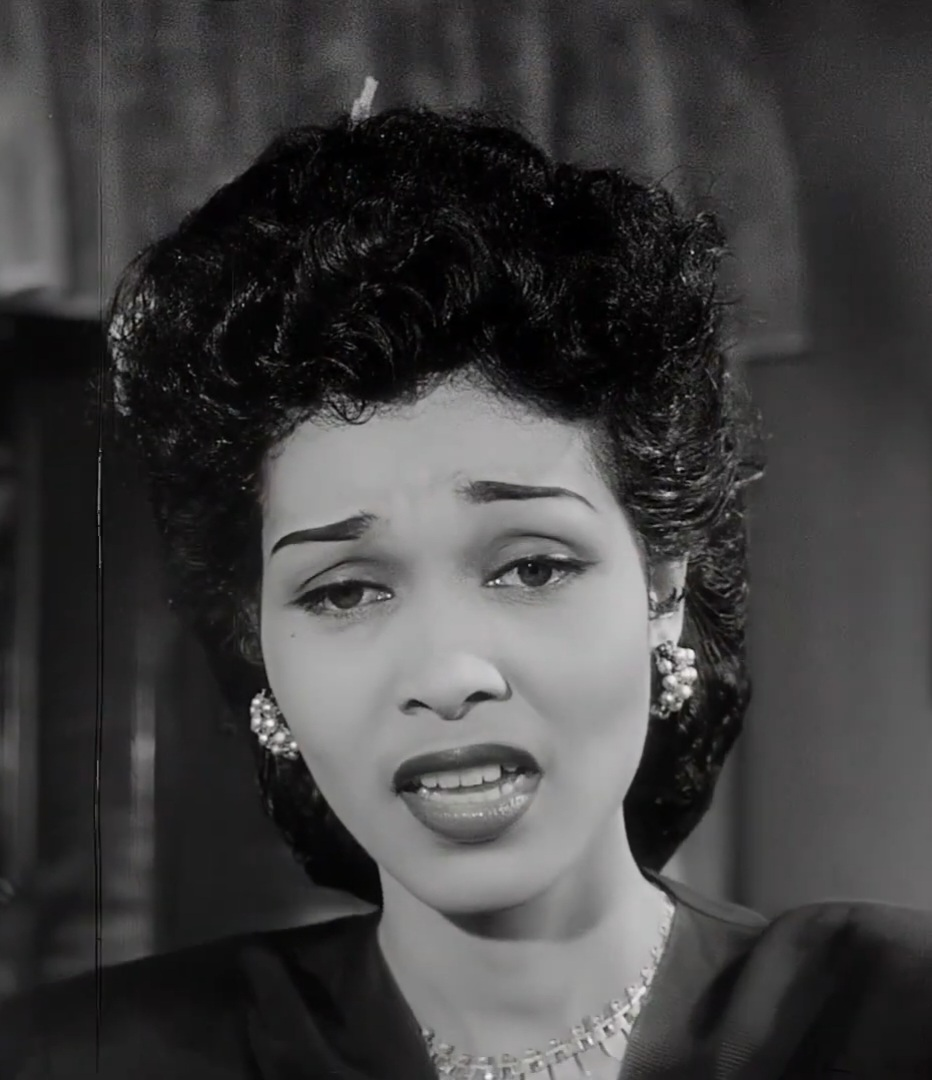
Francine Everett dans Dirty Gertie from Harlem U.S.A.

- Katherine Moore : Stella Van Johnson
- Alfred Hawkins : Jonathan Christian
- David Boykin : Ezra Crumm
- L.E. Lewis : Papa Bridges
- Inez Newell : Mama Bridges
- Piano Frank : Larry
- John King : Al
- Shelly Ross : Big Boy
- Hugh Watson : Tight Pants
- Don Gilbert : Manager
- Spencer Williams : Old Hager
- July Jones : Specialty Dancer
- Howard Galloway : Specialty Dancer (as Howard Gallaway)

## Production
Dirty Gertie from Harlem U.S.A. est une adaptation non autorisée de la nouvelle Rain (en) (1921) de W. Somerset Maugham. L'œuvre avait déjà été adaptée en pièce de théâtre par John Colton et Clemence Randolph. Elle avait été filmée à deux reprises avant cette version, Faiblesse humaine (Sadie Thompson) en 1928 avec Gloria Swanson, et Pluie en 1932 avec Joan Crawford.
Cette adaptation a modifié les noms des personnages, changé l'emplacement du pourtour du Pacifique vers les Caraïbes et attribué à la personnalité féminine principale une carrière dans le divertissement alors que dans le concept original elle était prostituée).
Le film est réalisé par Spencer Williams, un acteur et scénariste afro-américain qui a réalisé une série de race films dans les années 1940 pour le producteur basé à Dallas, au Texas, Alfred Sack, qui a distribué ces productions entièrement noires dans des cinémas destinés à un public afro-américain. Williams est apparu dans Dirty Gertie from Harlem U.S.A. en tant que diseuse de bonne aventure qui prédit la mort de Gertie.
Dirty Gertie from Harlem U.S.A. est le dernier rôle principal dans un long métrage pour Francine Everett, une star des race films, notamment Keep Punching (1939) et Big Timers (1945). Après avoir terminé ce film, elle a eu des petits rôles dans deux productions hollywoodiennes, Frontières oubliées (Lost Boundaries, 1949) et La porte s'ouvre (No Way Out, 1950), avant de se retirer du théâtre.
Dirty Gertie from Harlem U.S.A. est un titre à succès commercial sur le circuit des race films, mais il n'a pas été largement vu par le public blanc jusqu'aux années 1990. Le film est un titre tombé dans le domaine public.